# Barbro Alving
Barbro Alving, kendt under pseudonymet Bang, (født 12. januar 1909 i Uppsala, død 22. januar 1987) var en svensk journalist, forfatter, pacifist og feminist. Hun skrev blandt andet for Stockholms Dagblad og Dagens Nyheter. I mange år var hun også spaltist i Vecko-Journalen under pseudonymet Käringen mot strömmen.